# Clemens Moll

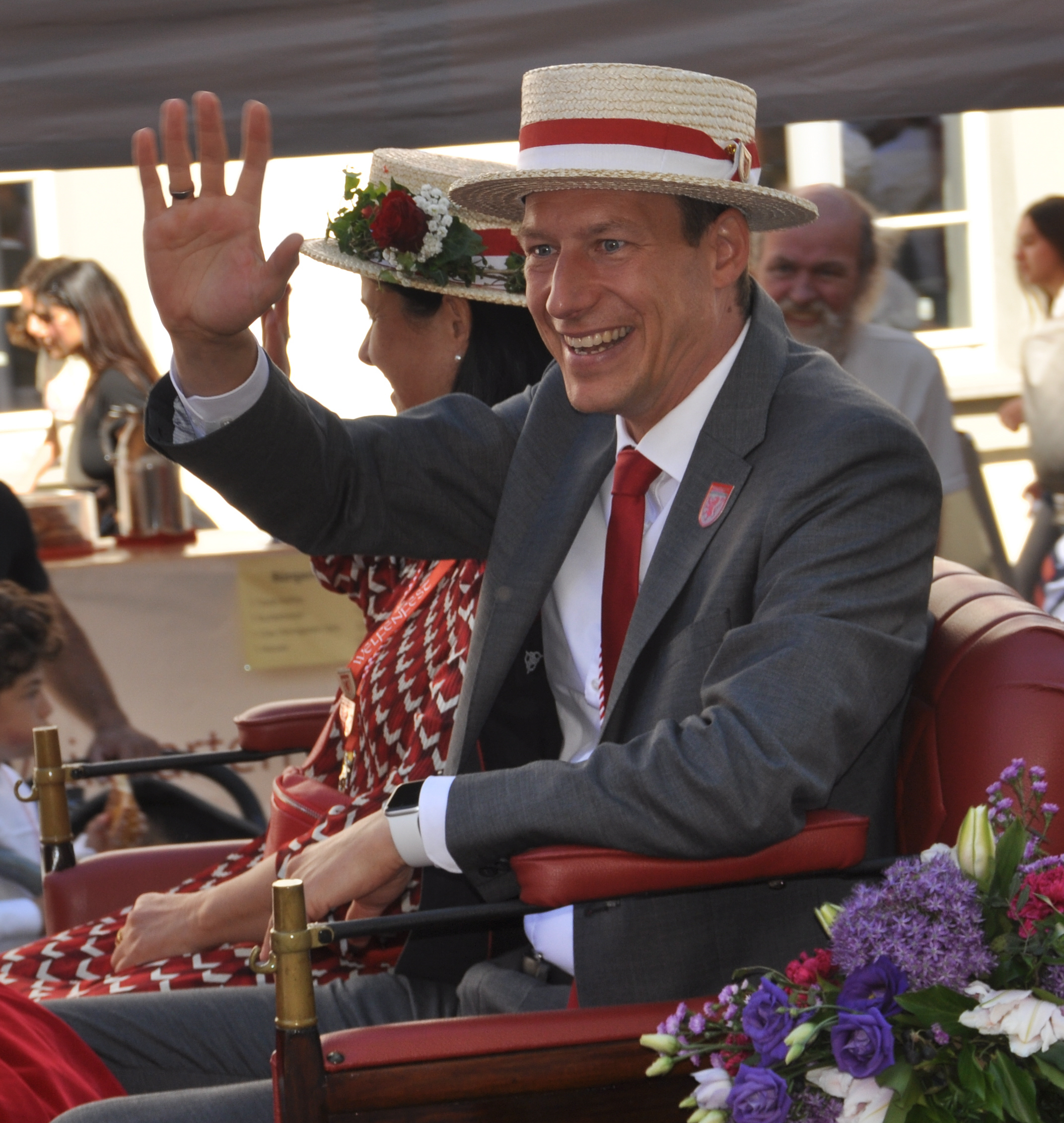
Clemens Moll beim Festzug des Welfenfests in Weingarten im Juli 2022

Clemens Moll (* 24. Juli 1980 in Leutkirch im Allgäu) ist ein deutscher Politiker (CDU). Er ist seit 2022 Oberbürgermeister von Weingarten. Zuvor war er von 2010 bis 2022 Bürgermeister von Amtzell.

## Leben
Moll wuchs in Bad Saulgau auf. 2004 legte er die Staatsprüfung zum Diplom-Verwaltungswirt (FH) an der Hochschule für öffentliche Verwaltung und Finanzen Ludwigsburg ab. Von 2004 bis 2005 war er beim Landratsamt Biberach tätig. Von 2005 bis 2007 arbeitete er beim Landratsamt Tuttlingen und absolvierte ein berufsbegleitendes Studium zum Master of Business Administration (MBA) an der Steinbeis-Hochschule Berlin. Von 2007 bis 2010 war er hauptamtlicher Ortsvorsteher in Nabern. In diesem Amt folgte er Nicolas Fink (SPD).
Moll ist römisch-katholisch, verheiratet und hat drei Töchter.

## Politik
Moll wurde 2010 zum Bürgermeister von Amtzell gewählt, er folgte Paul Locherer (CDU). 2018 wurde er für eine zweite Amtszeit wiedergewählt. Seit 2014 ist er für die CDU Mitglied des Kreistags des Landkreises Ravensburg.
Am 3. April 2022 wurde Moll im ersten Wahlgang mit 62,5 Prozent der Stimmen zum Oberbürgermeister von Weingarten gewählt. Er setzte sich hierbei unter anderem gegen Gerrit Elser durch und folgte im Amt Markus Ewald, der aus gesundheitlichen Gründen zurücktrat. Er trat das Amt am 1. Juli 2022 an.